# Cool (canción de Jonas Brothers)
«Cool» es una canción del grupo de rock pop americano Jonas Brothers. La canción fue lanzada el día 5 de abril de 2019 a través de Republic Records.

## Antecedentes
El grupo anunció el nombre y fecha de lanzamiento de la canción el 2 de abril de 2019.

## Vídeo musical
El vídeo musical fue lanzado el mismo día que la canción. El vídeo muestra una colorida inspiración en Miami Vice en la década de 1980, fue filmado en Miami. Fue dirigido por Anthony Mandler.

## Posicionamiento en listas
| Listas (2019)                          | Posiciones |
| -------------------------------------- | ---------- |
| Australia (ARIA)                       | 54         |
| Canadá (Canadian Hot 100)              | 34         |
| Grecia (IFPI)                          | 73         |
| Irlanda (IRMA)                         | 27         |
| Nueva Zelanda (RMNZ)                   | 6          |
| Escocia (Scottish Singles Sales Chart) | 23         |
| Suecia (Sverigetopplistan)             | 15         |
| Suiza (Schweizer Hitparade)            | 94         |
| Reino Unido (UK Singles Chart)         | 39         |
| Estados Unidos (Billboard Hot 100)     | 27         |
| Estados Unidos (Mainstream Top 40)     | 26         |